# ジニアス・オブ・モダン・ミュージック Vol.2
ジニアス・オブ・モダン・ミュージック Vol.2（Genius of Modern Music Vol. 2）は、ジャズピアノ奏者セロニアス・モンクのアルバム（10インチLP）。1952年リリース。レコード番号BLP5009。1956年には収録曲を変更して12インチLP盤（レコード番号BLP1511）がリリースされた。

## 収録曲

### 10インチLP盤

#### A面
1. フォア・イン・ワン - Four In One
2. フー・ノウズ - Who Knows
3. ナイス・ワーク - Nice Work
4. イン・ウォークト・バド - In Walked Bud

#### B面
1. ハンフ - Humph
2. ストレート・ノー・チェイサー - Straight No Chaser
3. サバーバン・アイズ - Suburban Eyes
4. アスク・ミー・ナウ - Ask Me Now

### 12インチLP盤

#### A面
1. キャロライナ・ムーン - Carolina Moon
2. ホーニン・イン - Hornin' In
3. スキッピー - Skippy
4. レッツ・クール・ワン - Let's Cool One
5. サバーバン・アイズ - Suburban Eyes
6. イヴォンス - Evonce

#### B面
1. ストレート・ノー・チェイサー - Straight No Chaser
2. フォア・イン・ワン - Four In One
3. ナイス・ワーク - Nice Work
4. モンクス・ムード - Monk's Mood
5. フー・ノウズ - Who Knows
6. アスク・ミー・ナウ - Ask Me Now

## 演奏メンバー

### 10インチLP盤

#### 1947年10月15日録音（B-1,3）
- セロニアス・モンク - ピアノ
- アイドリース・スリーマン - トランペット
- ダニー・ケベック・ウェスト - アルト・サックス
- ビリー・スミス - テナー・サックス
- ジーン・ラミー - ベース
- アート・ブレイキー - ドラムス

#### 1947年10月24日録音（A-3）
- セロニアス・モンク - ピアノ
- ジーン・ラミー - ベース
- アート・ブレイキー - ドラムス

#### 1947年11月21日録音（A-2,4）
- セロニアス・モンク - ピアノ
- ジョージ・テイト - トランペット
- サヒブ・シハブ - アルト・サックス
- ロバート・ペイジ - ベース
- アート・ブレイキー - ドラムス

#### 1951年7月23日録音（A-1、B-2,4）
- セロニアス・モンク - ピアノ
- サヒブ・シハブ - アルトサックス（ただしB-4には不参加）
- ミルト・ジャクソン - ヴィブラフォン（ただしB-4には不参加）
- アル・マッキボン - ベース
- アート・ブレイキー - ドラムス

### 12インチLP盤

#### 1947年10月15日録音（A-5,6）
- セロニアス・モンク - ピアノ
- アイドリース・スリーマン - トランペット
- ダニー・ケベック・ウェスト - アルト・サックス
- ビリー・スミス - テナー・サックス
- ジーン・ラミー - ベース
- アート・ブレイキー - ドラムス

#### 1947年10月24日録音（B-3）
- セロニアス・モンク - ピアノ
- ジーン・ラミー - ベース
- アート・ブレイキー - ドラムス

#### 1947年11月21日録音（B-4,5）
- セロニアス・モンク - ピアノ
- ジョージ・テイト - トランペット
- サヒブ・シハブ - アルト・サックス
- ロバート・ペイジ - ベース
- アート・ブレイキー - ドラムス

#### 1951年7月23日録音（B-1,2,6）
- セロニアス・モンク - ピアノ
- サヒブ・シハブ - アルトサックス（ただしB-6には不参加）
- ミルト・ジャクソン - ヴィブラフォン（ただしB-6には不参加）
- アル・マッキボン - ベース
- アート・ブレイキー - ドラムス

#### 1952年5月30日録音（A-1,2,3,4）
- セロニアス・モンク - ピアノ
- ケニー・ドーハム - トランペット
- ルー・ドナルドソン - アルト・サックス
- ラッキー・トンプソン - テナー・サックス
- ネルソン・ボイド - ベース
- マックス・ローチ - ドラムス